# Astroblepus homodon
Astroblepus homodon är en fiskart som först beskrevs av Regan, 1904.  Astroblepus homodon ingår i släktet Astroblepus och familjen Astroblepidae. Inga underarter finns listade.